# Тищенко Віра Олександрівна
Тищенко Віра Олександрівна (нар. 28 серпня 1902 — 13 жовтня 1983) — російська[джерело?] актриса польського походження, членкиня трупи Московського художнього театру, яка пережила чотири революції: революцію 1905 року, Російську революцію (1917), Громадянську війну в Іспанії, День прямої дії та Рух за незалежність Індії, а також Індійсько-пакистанську війну 1947 року (також відома як Перша Кашмірська війна). В Індії її розлучення з першим чоловіком, Євгеном Тищенком, набуло статусу конституційного прецеденту, який неодноразово застосовувався Верховним судом Індії. Вона була другою дружиною Хусейна Шахіда Сухраварді, який був останнім прем’єр-міністром Бенгалії до поділу Індії (квітень 1946 — серпень 1947), а згодом став п'ятим прем'єр-міністром Пакистану (1956—1957). У них народився син Роберт Ешбі (Рашид Сухраварді), який працював у британській та американській кіноіндустрії.

## Біографія
Друга з трьох сестер, вона займалася акторською майстерністю в дитинстві всупереч бажанням батьків, а коли їй було 19 років, привернула увагу Ольги Кніппер (вдови Антона Чехова), яка привела її на зустріч з Костянтином Станіславським у МХАТ. Грала в МХАТі та Празі. Завжди динамічна на сцені, вона вирушила в європейські гастролі з актрисою МХАТ Вірою Барановською, де познайомилася з російським емігрантом, студентом-медиком Євгеном Тищенком, який тоді жив у Берліні. Вони одружилися 20 травня 1931 року, а пізніше оселилися в Мадриді. Після початку громадянської війни в Іспанії подружжя через Відень переїхало до Риму, де 27 січня 1937 року у неї народився син Олег. У 1938 році її чоловік поїхав до Единбурга, щоб отримати британську медичну освіту. Шлюб Віри з Євгеном не був щасливим, і, залишившись наодинці з сином у Римі Муссоліні, вона все більше переживала через заворушення в Європі. Вона вирішила прийняти запрошення сера Хасана Сухраварді, видатного хірурга та дядька свого професора англійської мови та колишнього режисера МХТ Хасана Шахіда Сухраварді, покинути Європу разом із сином і залишитися з ним у Калькутті.

## Справа Тищенко
1 вересня 1938 року вони прибули до Калькутти, і Хасан, який уже багато років був вдівцем, почав залицятися до неї. Віра негайно перекинула свою увагу на його племінника Хусейна, щоб припинити залицяння Хасана, і в Хусейні вона знайшла колоритного, блискучого й дотепного чоловіка; випускник Оксфорда і видатний юрист (Gray's Inn), а також вдівець (його перша дружина Бегум Ніаз Фатіма померла в 1922 році), який нещодавно був обраний до нової Бенгальської асамблеї в 1937 році. Віра, яка жила в Калькутті з сином на власний заробіток і без жодної підтримки чоловіка, знайшла «полегшення і розраду» у вченні ісламу. Вона телеграфно повідомила чоловікові про своє навернення в іслам і попросила його прийняти ісламську віру. Послідовник грецького православ'я Євген відповів, що його релігійні переконання непохитні, і «категорично відмовився» від зміни віри та наполягав, щоб їхній син залишався православним. Віра, яка змінила своє ім’я на Бегум Нур Джехан під час навернення 27 червня 1940 року, звернулася до Високого суду Калькутти 5 серпня 1940 року з позовом про розірвання її шлюбу з Євгеном Тищенком. Високий суд Калькутти спочатку оголосив, що її шлюб з Євгеном розірвано. Незважаючи на подальшу апеляцію, яка залишила справу невирішеною, пізніше в 1940 році вона вийшла заміж за Хусейна Шахіда Сухраварді, і у них народився син Рашид (він же Роберт Ешбі). Через рік, 19 грудня 1941 року, Верховний суд Калькутти скасував рішення про розірвання шлюбу. Рішення «Тищенко» вплинуло на життя жінок по всій Південній Азії

## Віра Власова
Після розлучення в 1951 році з Сухраварді Віра переїхала жити в Нью-Йорк. Її молодша сестра, Лідія, жила в багатоквартирному будинку на Мангеттені за адресою англ. 130 West 57th Street, який її чоловік, доктор Девід Єдвабнік, успадкував від свого брата Абрама в 1949 році. Решту свого життя Віра провела, викладаючи уроки акторської майстерності за системою Станіславського під псевдонімом Віра Власова у своїй студії у квартирі на Орхід-авеню в Голлівуді. Її професійне ім’я «Власова» — це ім’я персонажа Віри Барановської у фільмі «Мати», знятому за мотивами роману Максима Горького режисером Всеволодом Пудовкіним у 1926 році. Понад двадцять років вона їздила з лекціями по світу, читаючи лекції як «Видатний авторитет у методі Станіславського». 7 жовтня 1983 року Віра була в Міжнародному аеропорту Лос-Анджелеса, збираючись сісти на рейс до Нью-Йорка, щоб відвідати свою сестру Лідію, коли у неї раптово стався інсульт, коли вона сварилася з вантажником про поводження з її багажем. Померла 13 жовтня 1983 року в Лос-Анджелесі.